# یوسف پوررضایی
یوسف پوررضایی از اعضای کودتای نوژه بود که با حکم محمد محمدی ری‌شهری در زندان اوین، تیرباران شد.
در ۱۶ تیر ۱۳۵۹، مقامات جمهوری اسلامی اعلام کردند که یک شبکه متشکل از افراد نظامی و غیرنظامی که قصد «براندازی جمهوری اسلامی از طریق کودتا» را داشته کشف و خنثی شده‌است. متعاقباً، بیش از ۶۰ نفر نظامی و غیرنظامی در شهرهای مختلف ایران ظرف مدت یک ماه به جوخه‌های اعدام سپرده شدند. اکثر نظامیان این گروه هنوز مشمول پاکسازی ارتش پس از سقوط نظام شاهنشاهی نشده و در ارتش مشغول خدمت بودند. دو ماه بعد، سازمان نقاب طی اطلاعیه‌ای مسئولیت اقدام به «قیام» را پذیرفت.
این سازمان اذعان داشت که:
راه مصدق راه مردم و بختیار پیشوای راستین آن است. ما قیام کرده‌ایم تا به این نفرین (رژیم جمهوری اسلامی) پایان دهیم و تصدی امور مملکتمان را به شاگرد وفادار مصدق، شاپور بختیار، واگذاریم.
نورالدین کیانوری، رهبر حزب توده، در مقاله‌ای یادآوری کرد که کودتای نوژه توسط سازمان نظامی آن حزب، که با مقامات جمهوری اسلامی همکاری می‌کرد، کشف و «خنثی» شد.

## دستگیری و محاکمه
اطلاعی در مورد جزئیات دستگیری و بازداشت پوررضایی در دست نیست. محاکمهٔ سرتیپ پوررضایی در دادگاه انقلاب اسلامی ارتش که در محل زندان اوین تشکیل شده بود از ساعت ۹ صبح تا ۴:۳۰ بعدازظهر به طول انجامید. با پایان گرفتن جلسه دادرسی، دادگاه به‌مدت یک ساعت وارد شور شد.

## اتهامات
بر اساس کیفرخواست صادره از طرف دادستانی، سرتیپ پوررضایی و دیگر متهمان به‌طور دسته‌جمعی به «طراحی و شرکت در کودتای نافرجام پنجشنبه شب ۱۸ تیر ۱۳۵۹ علیه جمهوری اسلامی ایران» و به‌عنوان «یاغی بر حکومت اسلام» متهم شدند.
در قسمت خلاصه جریان پرونده این کیفرخواست آمده‌است:
این وابستگان رژیم پلید و نظام پوسیده و ارتجاعی شاهی و امپریالیسم خونخوار و جهانخوار آمریکا و دست نشاندگان آن {تصمیم داشتند} برای این از بند رسته سوسیال دموکراسی آمریکایی را به ارمغان بیاورند و بعد از دو سال اختناق مطلق و حکومت نظامی، سلطنت را به رفراندوم بگذارند {...}. {...} آن داستان غم‌انگیز که بر ما گذشت و سپس مجدداً نظر ملت قهرمان ایران را جویا شدن. به راستی که به فرموده چهارمین اماممان حضرت امام زین‌العابدین (ع) سپاس خداوند را که دشمنان ما را از بین احمق‌ها برگزیده است.

## مدارک و شواهد
کیفرخواست دادستان موارد زیر را به عنوان دلایل اتهام ذکر کرد:
اقاریر صریح متهمین مبنی بر:
- سبق تصمیم و طراحی توطئهٔ کودتا به منظور واژگون نمودن حکومت جمهوری اسلامی ایران
- آماده نمودن ۳۵ الی۵۰ فروند هواپیما جهت اجرای عملیات و بمباران نمودن مناطق مختلف و پرجمعیت شهرها
- بازگرداندن بختیار خائن، در صورت پیروزی طرح
- آماده نمودن اعلامیه‌های چاپی جهت پخش بر روی شهرها در صورت پیروزی صرح توطئه و تهدید به سرکوب نمودن هر گونه مقاومت مردم
- طرح تصرف مراکز عامل نظامی و فرودگاه مهر آباد و رادیو تلویزیون
- گزارش‌های ضمیمه پرونده از جانب سپاه پاسداران انقلاب اسلامی
- اظهارات هر یک از متهمین در رابطه با متهمین دیگر
- وجود قرائن و شواهد و امارات موجود در پرونده

## حکم
کیفرخواست دادستان به این صورت خاتمه یافت: 
توضیح لازم این‌که این توطئه، یک واقعهٔ مجرد نیست که از آن بتوان در سطور یک کیفرخواست سخن گفت و این توطئه‌گران را نمی‌توان متهمین عادی تلقی کرد، اینان مجرمینی هستند که حقیقت و شرافت و عزت بازیافتهٔ یک امت از بند رسته را به مسخره گرفته‌اند. با توجه به مراتب فوق و با امعان نظر به آیات کریمه قرآن در مورد مجازات یاغی بر حکومت اسلامی صدور حکم شرعی مورد استدعاست.
سرتیپ پوررضایی به مرگ محکوم شد. رای صادره نیمه‌شب، در فاصلهٔ چند ساعت پس از صدور، در همان مکان محاکمه به اجرا درآمد. خبر اعدام سرتیپ خلبان پوررضایی و چهار تن دیگر در روزنامه‌های انقلاب اسلامی و جمهوری اسلامی در ۲۹ تیر ۱۳۵۹ به چاپ رسید.